# モーリー郡 (テネシー州)
モーリー郡（英: Maury County、[ˈmɒreɪ]）は、アメリカ合衆国テネシー州の中央部に位置する郡である。人口は10万0974人（2020年） 。郡庁所在地はコロンビアであり、同郡で人口最大の都市である。モーリー郡と名付けられた郡は全米でここだけである。

## 歴史
モーリー郡は1807年にウィリアムソン郡とインディアン領土の一部を合わせて設立された。郡名はウィリアムソン郡出身のアブラム・ポインデクスター・モーリーに因んで名付けられた。モーリーはテネシー州議会議員であり、軍人だった。マシュー・フォンテーン・モーリー海軍代将はモーリーの甥である。

### コロンビア人種暴動
1946年、「コロンビア人種暴動」と名付けられた暴動が郡庁所在地のコロンビア市で起こった。アフリカ系アメリカ人でアメリカ海軍の退役兵ジェイムズ・スティーブンソンとある白人店主との争いがこの事件に火を付け、同日には、アフリカ系アメリカ人の事業地区である「ミンク・スライド」と呼ばれるコロンビア市の街区で、白人と黒人の間に銃撃戦や喧嘩、暴動に発展した。暴動と殺人未遂の罪で数人が起訴された。その裁判でジェイムズ・スティーブンソンを弁護するためにコロンビア市に来た主任弁護士のサーグッド・マーシャルは後に黒人としては初めてのアメリカ合衆国最高裁判所判事になった。

## 地理
アメリカ合衆国国勢調査局に拠れば、郡域全面積は616平方マイル (1,594 km2)であり、このうち陸地613平方マイル (1,587 km2)、水域は3平方マイル (7 km2)で水域率は0.43%である。

### 交通
モーリン郡空港は郡が所有する公共用途空港であり、マウントプレザント市中心事業地区の北西2海里 (3.7 km; 2.3 マイル) に位置している。コロンビア市からは南西に8海里 (15 km; 9.2 マイル) である。

### 隣接する郡
- ウィリアムソン郡 - 北
- マーシャル郡 - 東
- ジャイルズ郡 - 南
- ローレンス郡 - 南西
- ルイス郡 - 西
- ヒックマン郡 - 北西

### 国立保護地域
- ナチェズ・トレイス・パークウェイ（部分）

## 人口動態

2000人口ピラミッド

以下は2000年国勢調査による人口統計データである。
| 基礎データ - 人口: 69,498人 - 世帯数: 26,444 世帯 - 家族数: 19,277 家族 - 人口密度: 44人/km2（113人/mi2） - 住居数: 28,674軒 - 住居密度: 18軒/km2（47軒/mi2） 人種別人口構成 - 白人: 82.39% - アフリカン・アメリカン: 14.25% - ネイティブ・アメリカン: 0.31% - アジア人: 0.33% - 太平洋諸島系: 0.02% - その他の人種: 1.44% - 混血: 1.25% - ヒスパニック・ラテン系: 3.26% 年齢別人口構成 - 18歳未満: 26.2% - 18-24歳: 8.7% - 25-44歳: 29.8% - 45-64歳: 23.2% - 65歳以上: 12.0% - 年齢の中央値: 36歳 - 性比（女性100人あたり男性の人口） - 総人口: 94.6 - 18歳以上: 90.3 | 世帯と家族（対世帯数） - 18歳未満の子供がいる: 34.8% - 結婚・同居している夫婦: 55.9% - 未婚・離婚・死別女性が世帯主: 12.9% - 非家族世帯: 27.1% - 単身世帯: 23.2% - 65歳以上の老人1人暮らし: 8.8% - 平均構成人数 - 世帯: 2.58人 - 家族: 3.03人 収入と家計 - 収入の中央値 - 世帯: 41,591米ドル - 家族: 48,010米ドル - 性別 - 男性: 37,675米ドル - 女性: 23,334米ドル - 人口1人あたり収入: 19,365米ドル - 貧困線以下 - 対人口: 10.9% - 対家族数: 8.3% - 18歳未満: 14.5% - 65歳以上: 12.1% |

## 都市と町
- コロンビア - 郡庁所在地
- マウントプレザント
- スプリングヒル（一部）

### 未編入の町
| - カーターズクリーク - カレオカ - フライ - ファウンテンハイツ | - ハンプシャー - ホープウェル - マウントジョイ - ネアポリス | - サンタフェ - ウィリムズポート |